# آلودگی آب

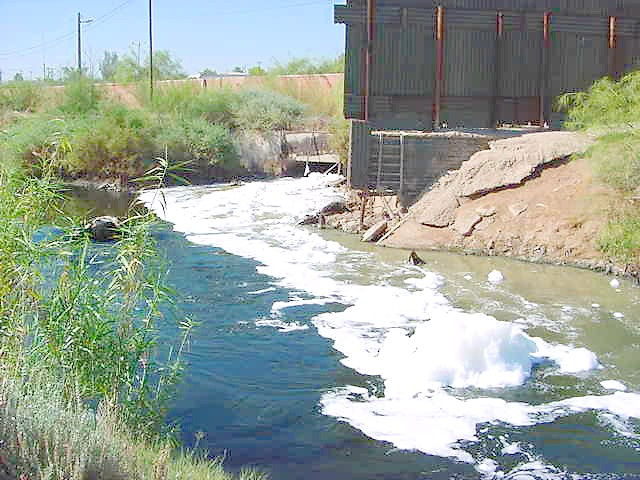
پساب ناشی از فعالیت صنعتی که بدون تصفیه وارد آب می‌گردد.

منظور از آلودگی آب، آلودگی پهنه‌های آبی معمولاً توسط فرایندهای انسانی است. پهنه‌های آبی برای مثال شامل دریاچه‌ها، رودخانه‌ها، اقیانوسها، سفره‌های آب و آب‌های زیرزمینی است. هنگامی که آلودگی‌ها به‌طور مستقیم یا غیرمستقیم بدون تصفیه از مواد ترکیبی مضر در آب‌ها تخلیه می‌شوند، آلودگی آب‌ها بیشتر می‌شوند.
آلودگی آب‌ها بر گیاهان و ارگانیسم‌های زنده درون این آب‌ها اثر می‌گذارند. تقریباً در همه موارد، این اثرات علاوه بر گونه‌های منفرد و جمعی، گروه‌های زیستی طبیعی را نیز تخریب می‌کند.
آلودگی آب مهم‌ترین علت مرگ و بیماری در سراسر جهان است، به عنوان مثال به دلیل بیماری‌های منتقله از آب. طبق گزارش‌های سازمان جهانی بهداشت در سال ۲۰۳۰ از هر ۳ نفر یک نفر دسترسی به آب آشامیدنی ایمن نخواهد داشت.

## مقدمه
آلودگی آب یک مشکل بزرگ جهانی است که به ارزیابی مداوم و تجدید نظر در سیاست منابع آبی در همهٔ سطوح احتیاج دارد (از آب‌های بین‌المللی تا آب‌های درون مرزی و چاه‌ها). همواره اشاره شده‌است که آلودگی آب علت مرگ و میر در سراسر جهان است، و اینکه روزانه بیش از ۱۴۰۰۰ نفر در اثر آلودگی آب می‌میرند. برآوردی نشان می‌دهد که ۷۰۰ میلیون هندی به توالت مناسب دسترسی ندارند، و روزانه ۱۰۰۰ کودک هندی از اسهال و استفراغ می‌میرد. تقریباً ۹۰ درصد از شهرهای چین از سطوح آب آلوده رنج می‌برند، و نزدیک به ۵۰۰ میلیون نفر به آب آشامیدنی دسترسی ندارند. هم‌زمان با مسئله بحران آلودگی آب در کشوهای در حال توسعه، کشورهای صنعتی شده به خوبی با مشکلات آب مبارزه می‌کنند.
در تازه‌ترین گزارش در سطح ملی در خصوص کیفیت آب در آمریکا، ۴۵ درصد جویبارهای ارزیابی شده بر حسب مایل، ۴۷ درصد دریاچه‌های ارزیابی شده به هکتار، و ۳۲ درصد خلیج‌ها و مصب رودها بر حسب مایل مربع، در دستهٔ آلوده رده‌بندی شده‌اند. به‌طور کلی، زمانی به آب لفظ آلوده گفته می‌شود که تحت تأثیر آلاینده‌های مرتبط با برخورد و تماس بشر قرار گرفته باشد، در حالی که هیچ گونه استفاده انسانی، مانند آب آشامیدنی، را به همراه ندارد یا به منظور حمایت از اعضای جامعه هم زیستانش دست‌خوش یک تغییر مشخص در قابلیت‌هایش شده باشد، مثل ماهی‌ها. پدیده‌های طبیعی مانند آتشفشان‌ها، طوفان‌ها، و زلزله‌ها نیز تغییرات عظیمی را در کیفیت آب و وضعیت بوم شناختی آن باعث می‌شوند.

## دسته‌بندی
آب‌های سطحی و زیرزمینی گرچه با هم مرتبط هستند، اما در مطالعات و دسته‌بندی‌ها دو منبع جدا در نظر گرفته می‌شوند. آب‌های سطحی جذب خاک می‌شوند و آب‌های زیرزمینی را پدیدمی‌آورند. برعکس آب‌های زیرزمینی نیز می‌توانند منابع آب‌های سطحی را تغذیه کنند. معمولاً منابع آلودگی آب‌های سطحی به دو گروه بر اساس منشأ آن‌ها دسته‌بندی می‌شوند.

### منابع محلی (نقطه‌ای)

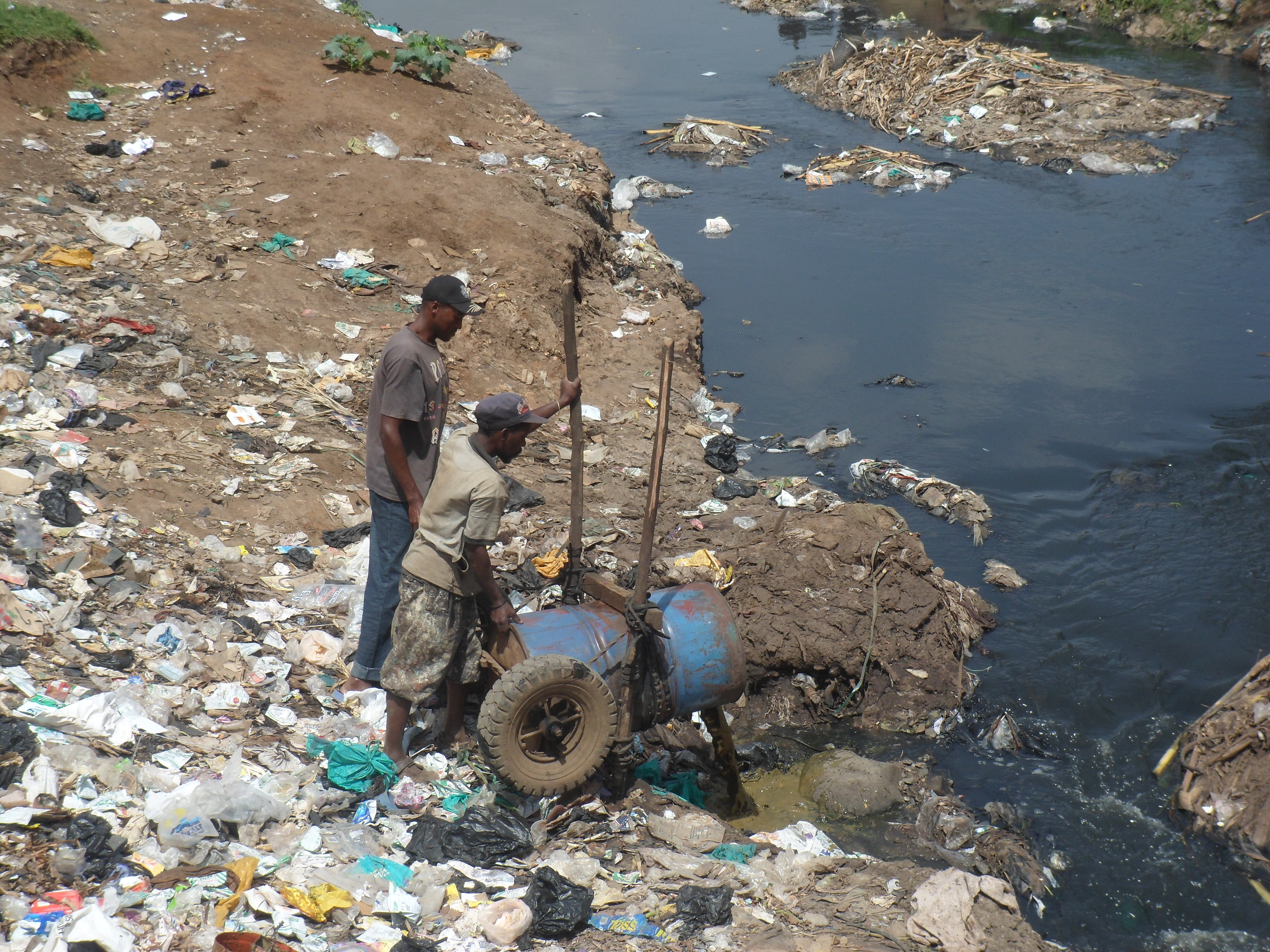
لجن مدفوع جمع‌آوری شده از توالت‌های چاله ای، به رودخانه ای در محله فقیرنشین کوروگوچو در نایروبی، کنیا ریخته می‌شود.

### فاضلاب خانگی

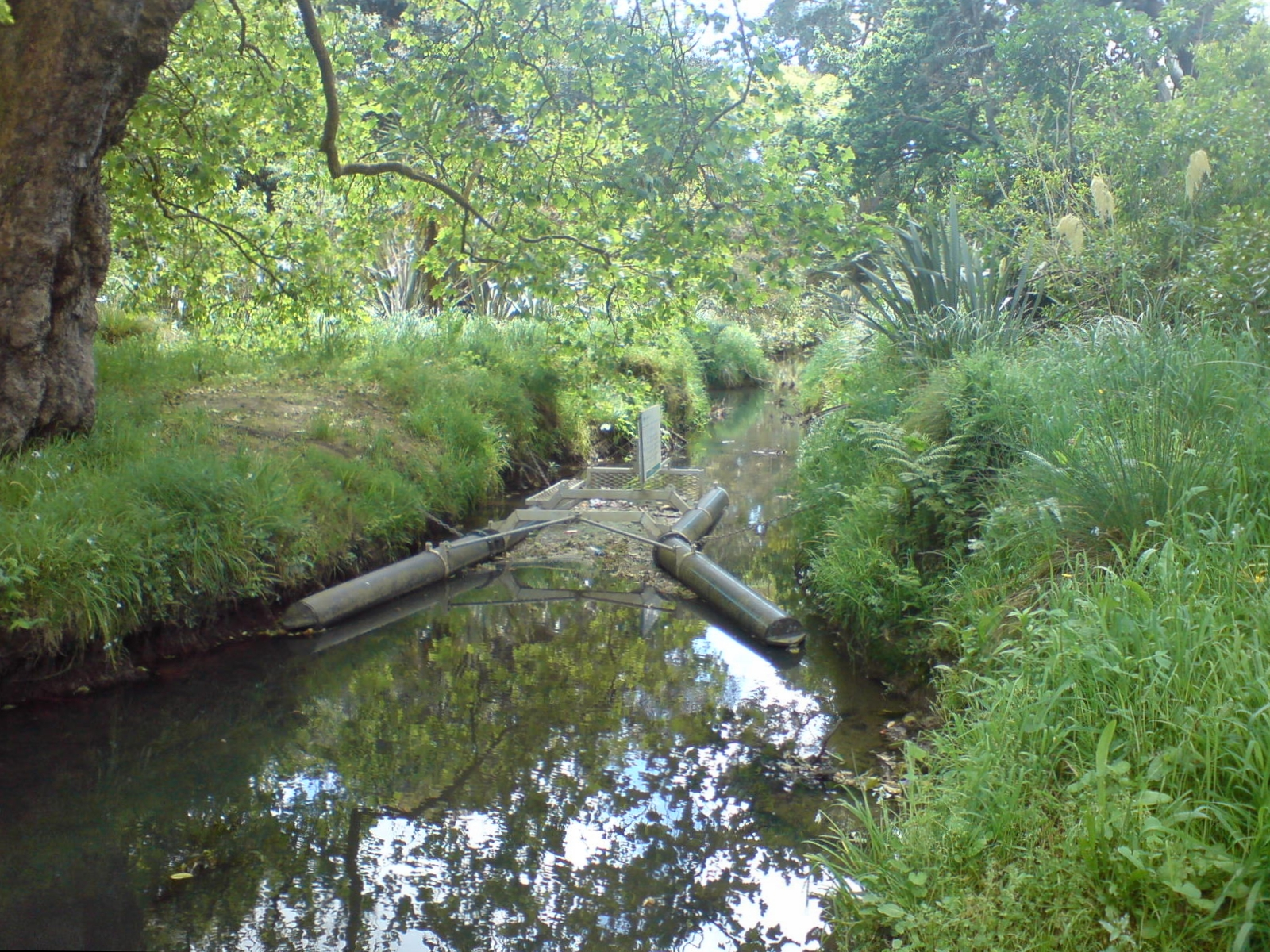
سیستم جمع‌آوری زباله بر روی یک رودخانه در نیوزیلند.